# 베레타
파브리카 다르미 피에트로 베레타(Fabbrica D’armi Pietro Beretta)는 바르톨로메오 베레타가 설립한 이탈리아의 화기 제조회사이다.흔히 베레타(Beretta)로 칭한다.
본사는 롬바르디아주 브레시아현의 가르도네 발 트롬피아(Gardone Val Trompia)에 있다. 2018년 현재 최고경영자(CEO)는 프랑코 구살리 베레타(Franco Gussalli Beretta)이다.
바르톨로메오 베레타(Bartolomeo Beretta)에 의하여 1526년 설립되었으며, 사업 초기에는 총열만 제작하였다. 이후 직접 총기 완성품 생산을 시작하였으며, 여러 화기, 무기를 생산하는 업체가 되었다.

## 제품
반자동권총인 베레타 92(베레타 92FS 모델)는 미국 제식용 권총(M9)으로 채택된 바가 있다.

## 같이 보기
- 베레타 홀딩